# L'Homme du président (téléfilm)
Pour le film coréen, voir L'Homme du président (film).
L'Homme du président (The President's Man) est un téléfilm américain réalisé par Michael Preece et diffusé en 2000. Il a pour suite Action Force.

## Synopsis
Joshua McCord est un agent spécial travaillant directement sous les ordres du président des États-Unis, qui lui confie les missions les plus délicates. Joshua songe désormais à prendre sa retraite, mais il veut d'abord se trouver un digne successeur. Il pense le trouver en la personne de Deke Slater, un sous-officier injustement emprisonné pour avoir désobéi à des ordres qui auraient pu coûter la vie de deux de ses hommes. Joshua obtient que Deke sorte de prison et prend en charge sa formation, pour en faire un agent d'élite.

## Fiche technique
- Titre original : The President's Man
- Titre français : L'Homme du président
- Réalisateur : Michael Preece
- Musique : James Horner
- Scénario : Bob Gookin
- Genre : action
- Tout public

## Distribution
- Chuck Norris (VF : Bernard Tiphaine) : Joshua McCord
- Dylan Neal (V.F. : Laurent Morteau) : Deke Slater
- Jennifer Tung (VF : Caroline Beaune) : Que McCord
- Stuart Whitman (VF : Marc Cassot) : George Williams
- Josh Ridgway : Stuart
- Marla Adamas : la première dame
- Ralph Waite : Mathews, le président des États-Unis
- Soon-Tek Oh (VF : Marc François) : le général Van Tran